# Portrait de Vlaminck
Portrait de Vlaminck est un tableau réalisé par le peintre français André Derain en 1905.

## Description
Cette huile sur papier est un portrait fauve de son ami Maurice de Vlaminck coiffé d'un chapeau melon. Elle a pour dimensions 41 × 33 cm. 
Conservé par ce dernier toute sa vie durant, elle est aujourd'hui conservée au sein d'une collection privée et en dépôt au musée des Beaux-Arts de Chartres.